# Uster
Uster (toponimo tedesco) è un comune svizzero di 34 319 abitanti del Canton Zurigo, nel distretto di Uster del quale è capoluogo; ha lo status di città.

## Geografia fisica
Il territorio di Uster comprende una parte del Lago di Greifen. Il territorio è per il 27% boschivo, per il 45% superficie agricola e per il 26% edificato.

## Storia
La citazione più remota di Uster in documenti risale al 775, quando era un insediamento alemannico. Nel 1869 le località di Wermatswil e Hintergasse, fino ad allora frazioni di Pfäffikon, furono assegnate al comune di Uster.

## Monumenti e luoghi d'interesse

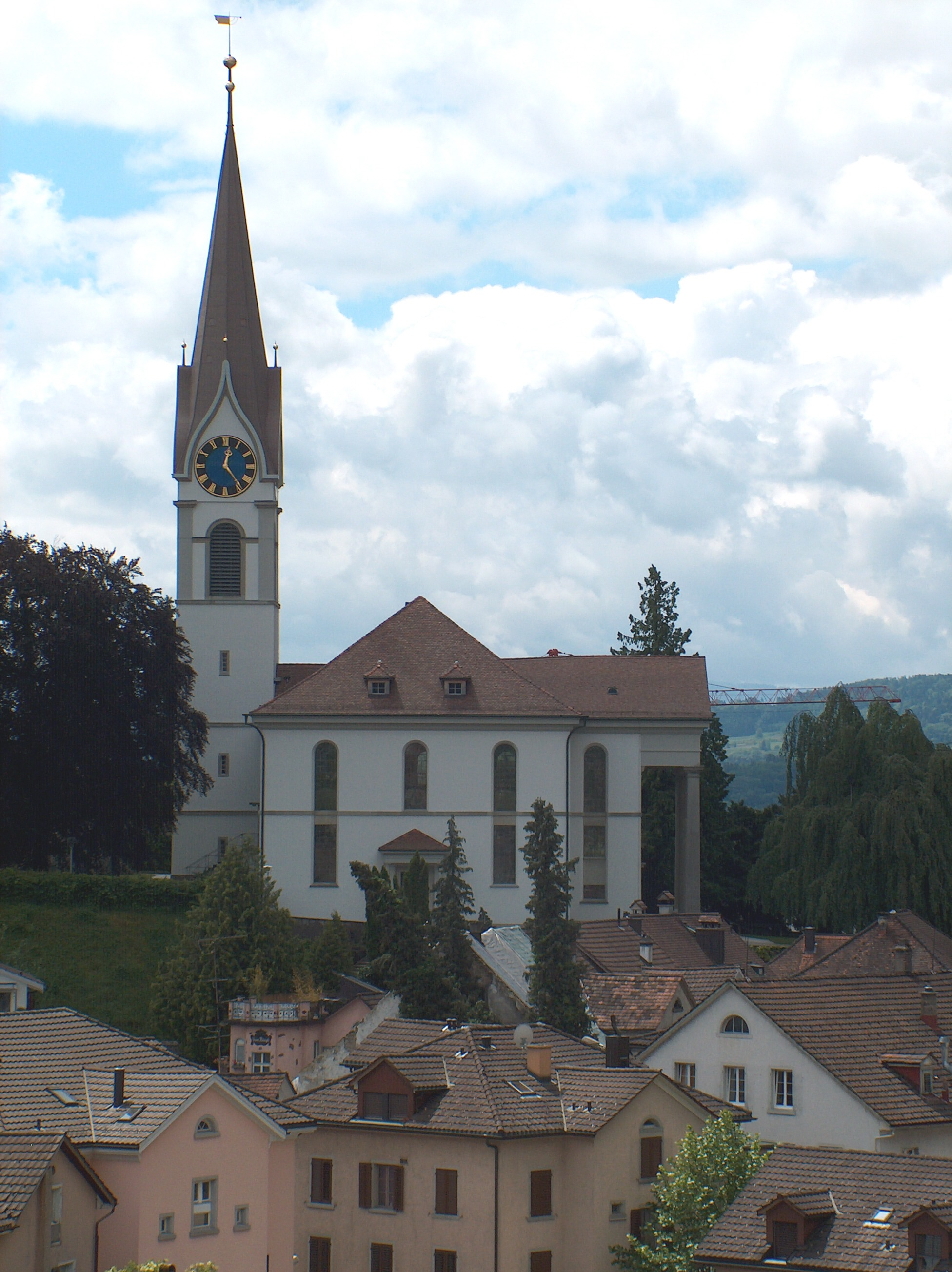
La chiesa riformata

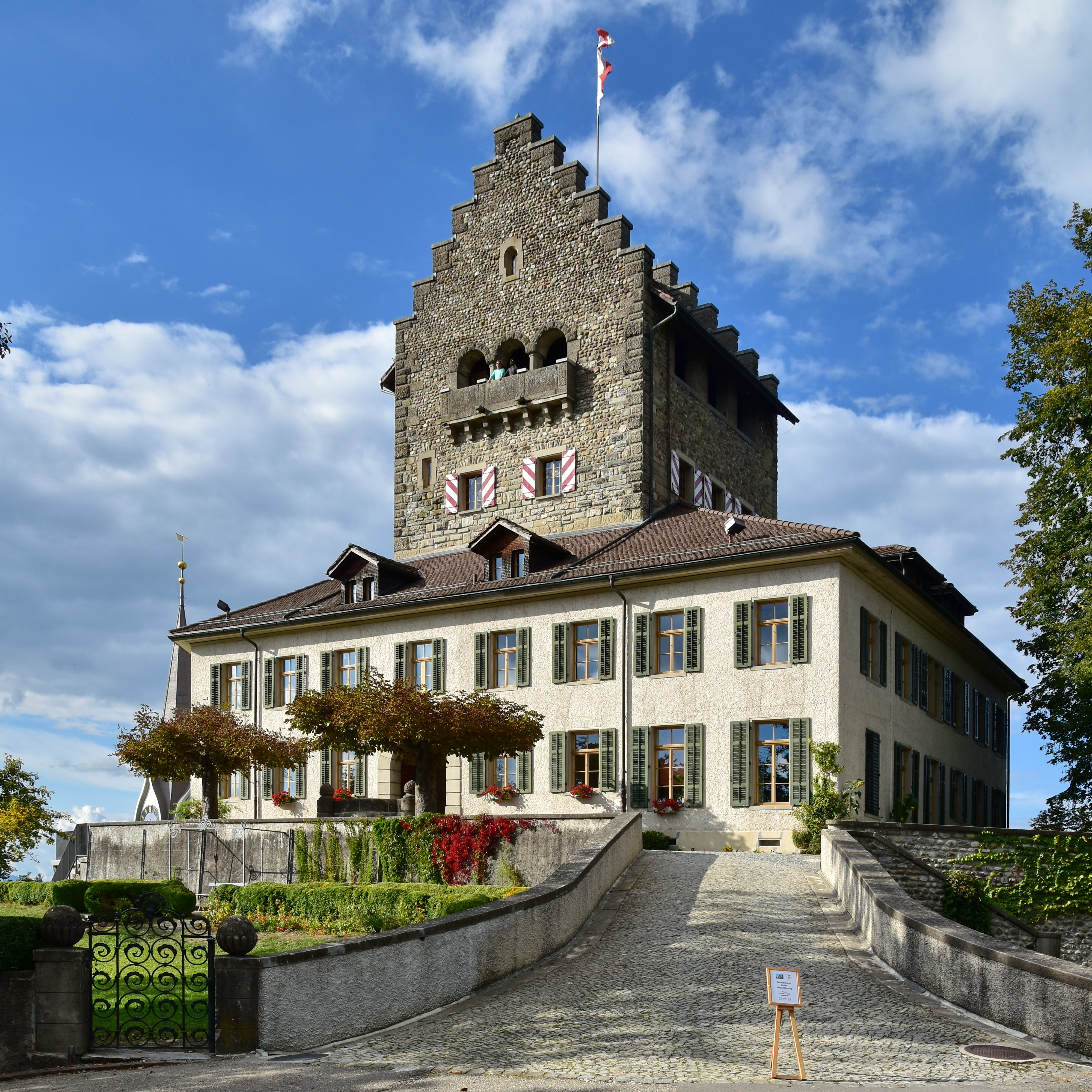
Il castello di Uster

- Chiesa riformata, eretta nel 1824[1];
- Chiesa cattolica di Sant'Andrea, eretta nel 1884 e ricostruita nel 1963[1];
- Castello di Uster, eretto nel XIII secolo e ricostruito nel XVI secolo[1].

## Società

### Evoluzione demografica
È la terza maggiore città del cantone dopo la capitale Zurigo e Winterthur. L'evoluzione demografica è riportata nella seguente tabella:
Abitanti censiti

### Etnie e minoranze straniere
Vi si registra una presenza di stranieri di oltre il 20%; nel 2012 il 78,03% della popolazione era svizzera, il 5,01% tedesca, il 3,87% italiana, l'1,68% portoghese.

### Religione
La confessione cristiana più diffusa è quella riformata (45%) seguita da quella cattolica (32%). Un decimo della popolazione fa parte di altre confessioni cristiane o altre religioni e un decimo non si considera appartenente ad alcuna religione.

## Geografia antropica

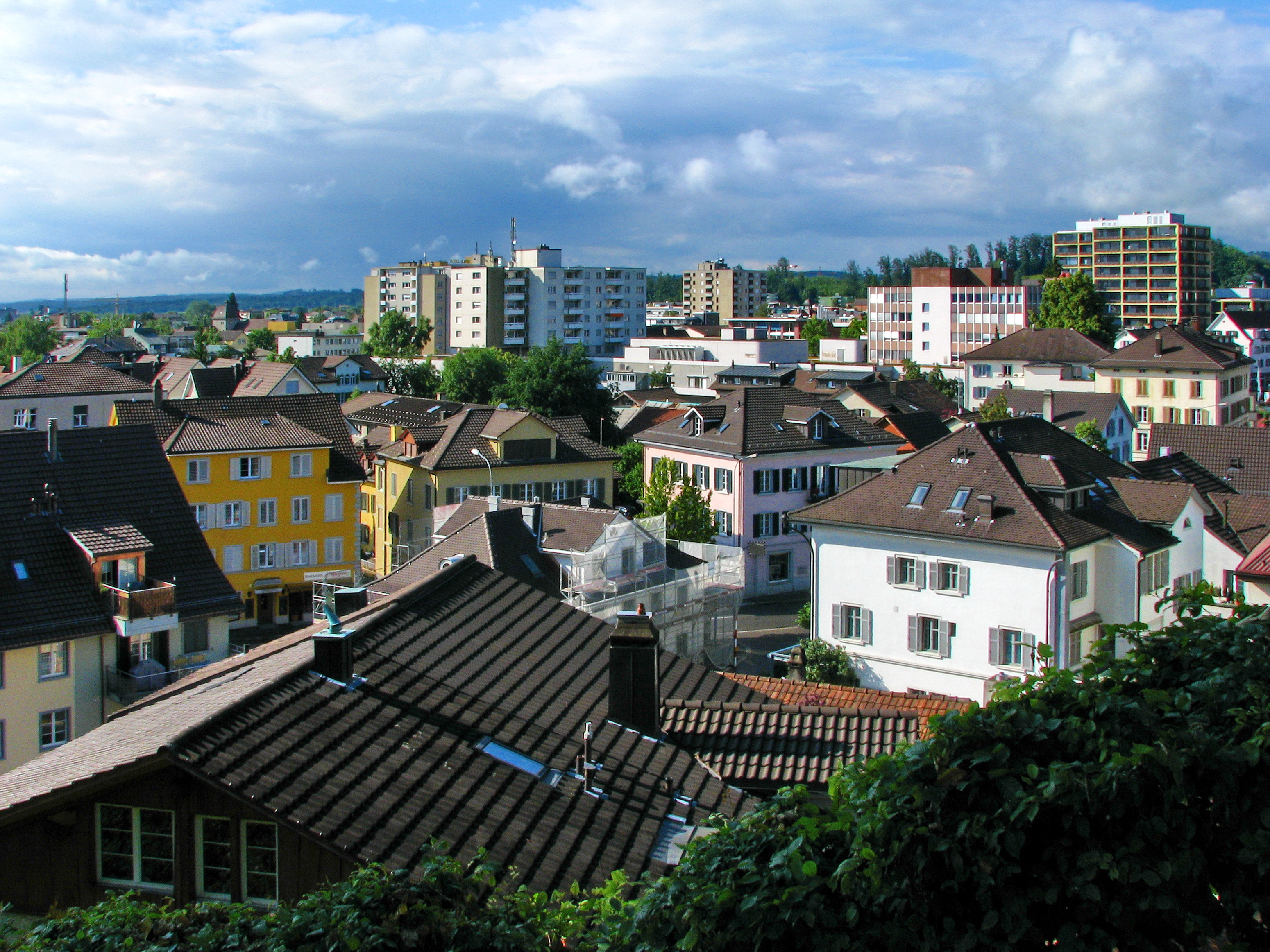
Kirchuster e il centro della città

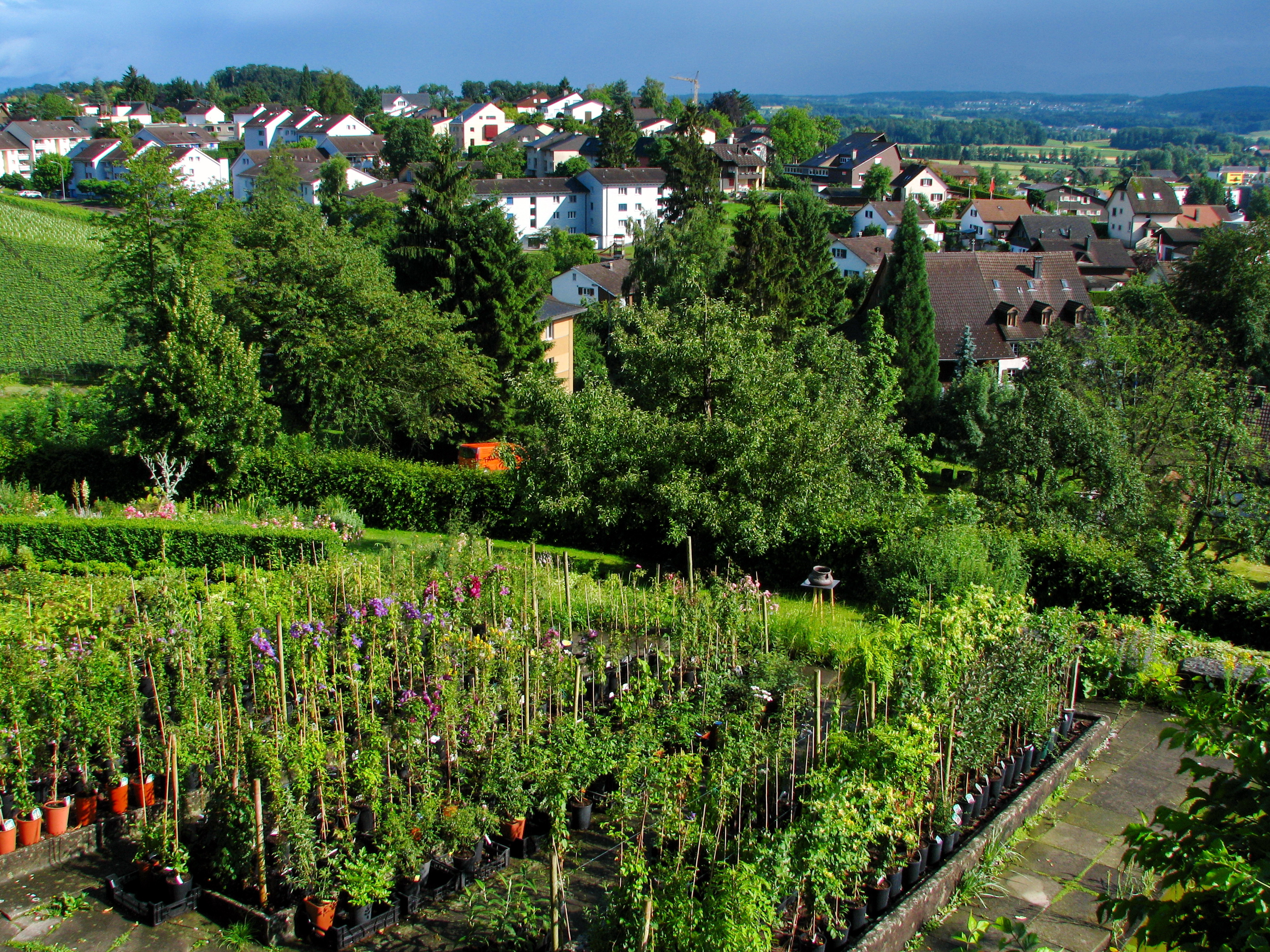
Nossikon e, a destra, Riedikon

### Quartieri
- Oberuster
- Kirchuster
- Niederuster

### Frazioni
- Freudwil
- Nänikon
- Nossikon
- Riedikon
- Sulzbach
- Wermatswil
- Werrikon
- Winikon-Gschwader

## Economia
Le 1350 aziende presenti in città forniscono circa 13 000 posti di lavoro.  Uster è la sede di aziende come Uster Technologies (leader mondiale nei sistemi elettronici di misura e collaudo per l'industria tessile), Distrelec (importante distributore di elettronica, automazione e IT), la banca BSU (banca regionale), Zellweger Luwa (produttore di ventilatori e sistemi di condizionamento dell'aria) e Implant Design (produttore di protesi).

## Infrastrutture e trasporti

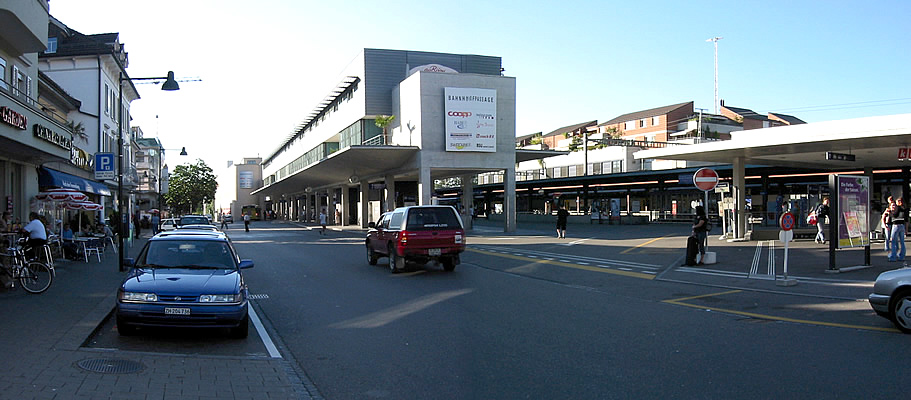
La stazione di Uster

Nel territorio della città sono presenti due stazioni ferroviarie, Uster e Nänikon-Greifensee nei pressi della frazione di Nänikon; entrambe le fermate sono servite dai treni della rete celere di Zurigo.
La stazione di Uster si trova nel centro della città e vi si fermano i treni delle linee S9, S14, S15 e S5, che impiegano 14 minuti per arrivare a Zurigo centrale. Nänikon-Greifensee si trova al confine con il comune di Greifensee e vi si fermano i treni delle linee S9 e S14.

## Amministrazione
Ogni famiglia originaria del luogo fa parte del cosiddetto comune patriziale e ha la responsabilità della manutenzione di ogni bene ricadente all'interno dei confini del comune.

### Gemellaggi
- Prenzlau[senza fonte]